# Lytton Strachey
Giles Lytton Strachey (Londra, 1º marzo 1880 – 21 gennaio 1932) è stato uno scrittore, critico letterario e saggista britannico.
È conosciuto per essere stato uno dei membri del Bloomsbury Group e per aver fondato l'istituzione di una nuova forma di biografia in cui l'intuizione psicologica e la simpatia sono combinate con arguzia e irriverenza. Grazie alla sua biografia del 1921 sulla regina Vittoria ha vinto il premio letterario James Tait Black Memorial Prize.

## Vita e carriera

### Infanzia ed istruzione
Giles Lytton Strachey nacque il 1º marzo 1880 a Clapham Common, Londra, quinto figlio maschio e undicesimo tra fratelli e sorelle del generale Sir Richard Strachey e della sua seconda moglie, l'ex signora Jane Grant, che divenne una delle principali sostenitrici del suffragio femminile. Egli fu chiamato Giles Lytton in onore di un suo antenato del XVI secolo. Il padre di Strachey ebbe tredici figli in totale, dieci dei quali sopravvissero fino all'età adulta. Quando Lytton aveva quattro anni, la famiglia si trasferì a Lancaster Gate, a nord di Kensington Gardens. Questa fu la loro casa fino a quando Sir Richard Strachey non andò in pensione, vent'anni più tardi. Lady Strachey era appassionata di lingue e letteratura ed educò i figli alla lettura e allo studio. Fu la prima a pensare che Lytton avesse il potenziale per diventare un grande artista, così decise che egli avrebbe ricevuto la migliore formazione possibile. Nel 1887 egli iniziò lo studio del francese, una cultura che amò per tutta la vita.
Strachey fu educato in molte scuole, a cominciare da una a Parkstone nel Dorset, piccola ma con una vasta gamma di attività dopo le lezioni, dove egli eccelse al di sopra degli altri studenti soprattutto nella raffigurazione delle parti femminili nude. Egli avrebbe anche detto a sua madre quanto amava vestirsi come una donna nella vita reale, al fine di confondere e divertire gli altri. Lady Strachey nel 1893 decise che suo figlio avrebbe dovuto iniziare a ricevere un'istruzione più severa e lo mandò alla scuola Abbotsholme di Rochester Derbyshire, dove gli studenti compivano, se necessario, lavori manuali giornalieri. Il fisico fragile di Strachey non poteva sopportare tale ritmo e così fu trasferito al Leamington College, in cui fu vittima di bullismo selvaggio. Sir Richard era stanco della personalità di suo figlio, tanto da accettare con un sorriso la notizia del bullismo di cui era vittima. Strachey in seguito si adattò alla vita della scuola, diventando infine uno dei migliori studenti. Il suo stato di salute sembrò anche migliorare nel corso dei tre anni trascorsi a Leamington, anche se fu affetto da varie malattie.
Quando nel 1897 Strachey compì 17 anni, Lady Strachey decise che suo figlio era pronto a lasciare la scuola e ad andare all'università, ma poiché pensava che fosse troppo giovane per Oxford, lo spedì prima in un istituto di piccole dimensioni, l'Università di Liverpool. Lì fiorì la sua amicizia con il professore di letteratura moderna Walter Raleigh, che, oltre a essere il suo docente preferito, fu anche una delle figure più influenti della sua vita. Nel 1899 Strachey usufruì di una borsa di studio per giungere a Oxford. Gli esaminatori stabilirono però che i suoi risultati non erano stati notevoli e che al ragazzo avevano nuociuto troppo "nervosismo e timidezza". Si raccomandò il Lincoln College come istituzione più adatta per Strachey. Sua madre lo prese come un insulto e decise di mandare suo figlio a Cambridge invece che a Oxford.

### Cambridge
Strachey fu ammesso al Trinity College dell'Università di Cambridge, il 30 settembre 1899. Divenne uno Exhibitioner nel 1900 e uno Scholar nel 1902. Vinse la Medaglia del Cancelliere per la Strofa inglese nel 1902. Egli non prese tuttavia congedo dal Trinity e vi rimase fino all'ottobre 1905, a lavorare su una tesi che potesse dargli la possibilità di ottenere una seconda borsa di studio. Strachey fu spesso malato e dovette lasciare Cambridge ripetutamente al fine di recuperare la salute.
Quello passato a Cambridge fu un periodo felice e produttivo per la vita di Strachey. Qui conobbe alcuni importanti futuri intellettuali del Bloomsbury Group, tra cui Clive Bell, Leonard Woolf e Saxon Sydney-Turner. Insieme con un non laureato, A.J. Robertson, essi costituirono una piccola società denominata La Società di mezzanotte che fu la vera e propria fonte primaria del futuro Bloomsbury Group. Ma Strachey apparteneva anche ad altre istituzioni formatesi in quegli anni, la Società della Conversazione e i celeberrimi Apostoli. Il periodo di Cambridge fu produttivo anche per quanto riguarda i suoi scritti; difatti compose in questa occasione vari versetti e la maggior parte delle sue composizioni, alcune delle quali anche pubblicate. All'università Strachey familiarizzò anche con importanti futuri scrittori e intellettuali come G. Lowes Dickinson, John Maynard Keynes, Walter Lamb (fratello del pittore Henry Lamb), George Mallory, Bertrand Russell e George Edward Moore. Soprattutto la filosofia di Moore influenzò molto il giovane Strachey. La sua tesi di 400 pagine su Warren Hastings non fu molto gradita dagli intellettuali del tempo.

### Carriera

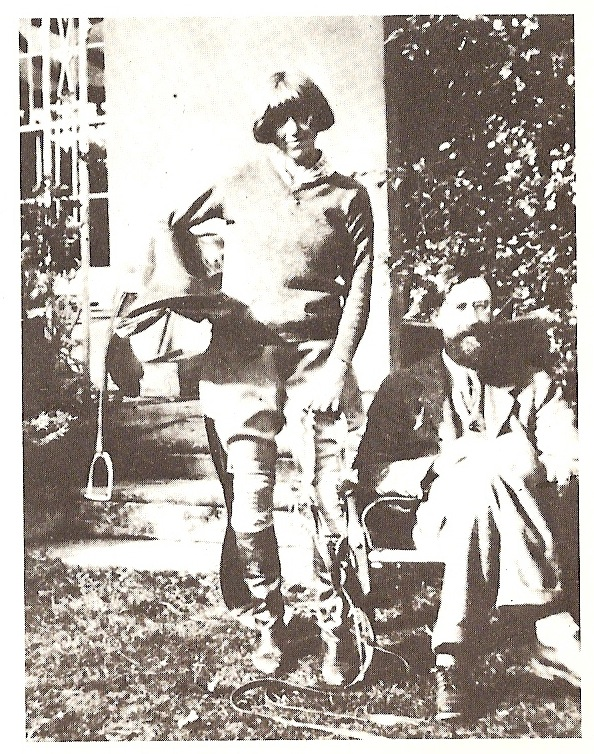
Lytton Strachey e la pittrice Dora Carrington nella loro casa di Ham Spray

Quando nell'autunno del 1905 uscì dal Trinity College, sua madre gli assegnò un letto al numero 69 di Lancaster Gate. Dopo la famiglia si trasferì a 67 Belsize Gardens, nel quartiere di Hampstead e poi in un'altra casa nella stessa via. Ma quando il giovane scrittore compì trent'anni, iniziò a essere irritato dalla presenza familiare e prese a viaggiare, scrivendo di frequente recensioni e articoli critici. Passò tra il 1910 e il 1911 un periodo a Saltsjöbaden, vicino a Stoccolma in Svezia, e visse per un po' di tempo anche in un cottage a Dartmoor, e negli anni successivi un intero inverno a East Ilsley sui Berkshire Downs. Questo fu il periodo in cui decise di farsi crescere la barba, per rendere la sua immagine più caratteristica. Il 9 maggio 1911, scrive a sua madre: La principale novità è che ho la barba lunga! Il suo colore è molto ammirato, ed è generalmente considerata estremamente efficace, anche se alcune persone hanno reagito con una risata. Si tratta di un bel color rosso sfumato sul marrone; tinta approvata dalla maggior parte dei miei conoscenti. Mi fa sembrare un poeta francese decadente o qualcuno di altrettanto illustre.
Nel 1911, inizia a scrivere un saggio sulla storia della letteratura francese, che gli varrà il premio J.W. Mackail per la Letteratura. Poco dopo la pubblicazione del saggio Landmarks in French Literature, Strachey inizia la stesura della prima parte di uno dei suo capolavori, Eminenti vittoriani; una raccolta di quattro brevi biografie di alcuni eroi dell'epoca vittoriana in cui, con secca arguzia, smaschera le carenze umane e l'ipocrisia al centro della morale vittoriana. È evidente nelle sue opere un'influenza profonda di Fëdor Michajlovič Dostoevskij e di Sigmund Freud. Nel 1916 lo scrittore fa ritorno a Londra. Dopo il successo del suo ultimo scritto non dipende più economicamente dalla famiglia. Pubblica nel 1921 una biografia della regina Vittoria. A Cambridge era diventato amico intimo di Thoby e Adrian Stephen fratelli di Vanessa Bell e di Virginia Woolf (nate Stephen). Inizia a frequentare la loro casa, dove avvengono le prime riunioni del Bloomsbury Group. Pubblica recensioni e articoli su alcuni giornali inglesi. Durante la prima guerra mondiale viene riconosciuto come obiettore di coscienza. Muore a 51 anni per un cancro dello stomaco (allora non diagnosticato) nella sua casa di campagna. Fu un omosessuale dichiarato.

## Opere tradotte in italiano
- Eminenti Vittoriani (Eminent Victorians: Cardinal Manning, Florence Nightingale, Dr Arnold, General Gordon, 1918) 
  - trad. Maria Teresa Pieraccini, Rizzoli, Milano, I ed. italiana febbraio 1973, pp. 259; Eminenti Vittoriani. Le vite del cardinale Manning, di Florence Nightingale, del Dottor Arnold e del Generale Gordon, Collana Biografie, BUR, Milano, I ed. 1988;
  - Mursia, Milano, 2011, ISBN 978-88-425-4706-8, pp. 294;
  - Collana Ritratti, Castelvecchi, Roma, I ed. settembre 2014, ISBN 978-88-6826-467-3, pp. 281.
- La Regina Vittoria (Queen Victoria, 1921) 
  - trad. di Santino Caramella, Mondadori, Milano, I ed. italiana 1931, pp. 408, 42 tavole fuoritesto; Collana Biblioteca Moderna n.51, Mondadori, Milano, 1949; Collana I Record, Mondadori, 1966; con un saggio di Virginia Woolf, Collana Oscar Biografie e Storia, Mondadori, 1985; Collana Oscar Storia, 1994-2000;
  - con il saggio "L'arte della biografia" di Virginia Woolf,[1] Catalogo 5, Il Saggiatore, Milano, 1982;
  - trad. R. Lupi, Collana Ritratti, Castelvecchi, Roma, 2014, ISBN 978-88-6826-328-7, pp. 229.
- Libri e Personaggi (Books and Characters, 1922)
  - trad. e cura di Piero Gadda Conti, Collezione Il Portico: critica e saggi n.15, Bompiani, Milano, 1947, pp. 275.
- Voltaire (tratto da Books and Chararacters, 1922), 
  - Collana Ritratti, Castelvecchi, Roma, 2014, ISBN 978-88-6826-403-1.
- Elisabetta e il conte di Essex (Elisabeth and Essex: A Tragic History. 1928) 
  - trad. Ettore Fabietti, S.A. Editrice Genio, Milano, 1933, pp. 236;
  - trad. Marcella Hannau, Collana Il Cammeo: collezione di memorie n.25, Longanesi, Milano, 1949, pp. 312; II ed. 1966 - 1983; TEA, Milano, 1989, ISBN 978-88-7819-088-7;
  - Collana Ritratti, Castelvecchi, Roma, 2014, ISB 978-88-68-26206-8.
- Ritratti in miniatura (Portraits in Miniature and Other Essays, 1931)
  - Collana Piccola Biblioteca n.5, Longanesi, Milano, 1950, pp. 156; Collana Quaderni della Fenice, Guanda, Parma, 1989, ISBN 978-88-7746-404-0;
  - Collana La Memoria n. 551, Sellerio, Palermo, 2002, pp. 192
- Ermyntrude e Esmeralda (pubblicato postumo nel 1969)
  - trad. Anna Maria Patrone, Collana I Giorni n.35, Sugar Editore, Milano, I ed. italiana 1970, pp. 68;
  - trad. A.M. Patrone, con uno scritto di Michael Holroyd, Collana Piccola Enciclopedia n.36, SE, Milano, 1987-1989, pp. 72; Collana Biblioteca dell'Eros, SE, Milano, 1994;
  - Collana Sperling Paperback, Sperling & Kupfer, Milano, 1996.
- Uomini, donne, sesso e arte, Collana Etcetera, Castelvecchi, Roma, 2015, ISBN 978-88-6944-031-1.